# Бероєв Вадим Борисович
Вадим Борисович Бероєв (рос. Вадим Борисович Бероев; 1937—1972) — радянський актор театру і кіно осетинського походження. Заслужений артист РРФСР (1969).

## Біографія
Вадим Бероєв народився 10 січня 1937 року в осетинському селі Хумалаг під Бесланом. Однак родина його прожила там недовго і незабаром переїхала до Львова.
Навчався в 12-й чоловічій школі, в 1954 році закінчив львівську школу № 35. Одночасно навчався в музичному училищі по класу фортепіано.
У 1957 році закінчив ГІТІС імені А. В. Луначарського. Педагоги: Варвара Вронська, Микола Петров і Борис Докутович.
З 1957 року працював в МАДТ імені Моссовета.
З 1962 року, паралельно з роботою в театрі, Бероєв разом з дружиною працював на радіостанції «Юність».
Член КПРС з 1964 року.
Помер 28 грудня 1972 роки від цирозу печінки. Похований в Москві на Введенському (Німецькому) кладовищі (29 уч.).

## Сім'я
- Батько — Борис Бодзійович Бероєв
- Мати — Зінаіда Едуардівна Карафа-Корбут
- Жінка — Ельвіра Павлівна Шварьова Бруновська
- Дочка — Олена Вадимівна Бероєва (нар. 1958), акторка
- Онуки — Єгор Бероєв (нар. 1977) і Дмітро Бероєв (нар. 1989)

## Фільмографія
- 1963 — «Літаки не приземлилися» — Ріад
- 1965 — «Наш дім» — Микола
- 1967 — Майор Вихор — Майор Вихор

## Визнання і нагороди
- Заслужений артист РРФСР (1969).